# San Sisto (Piacenza)

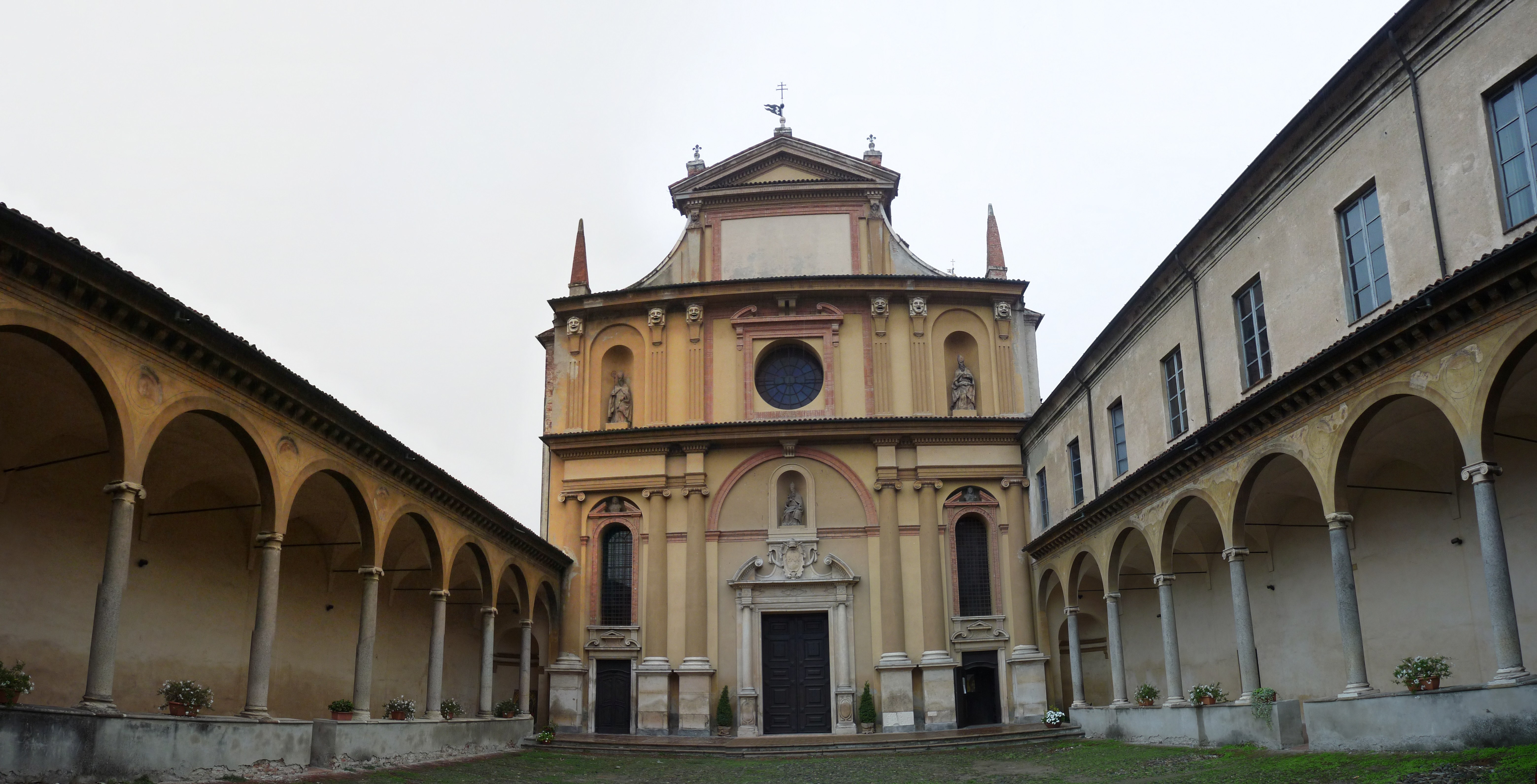
San Sisto, Fassade

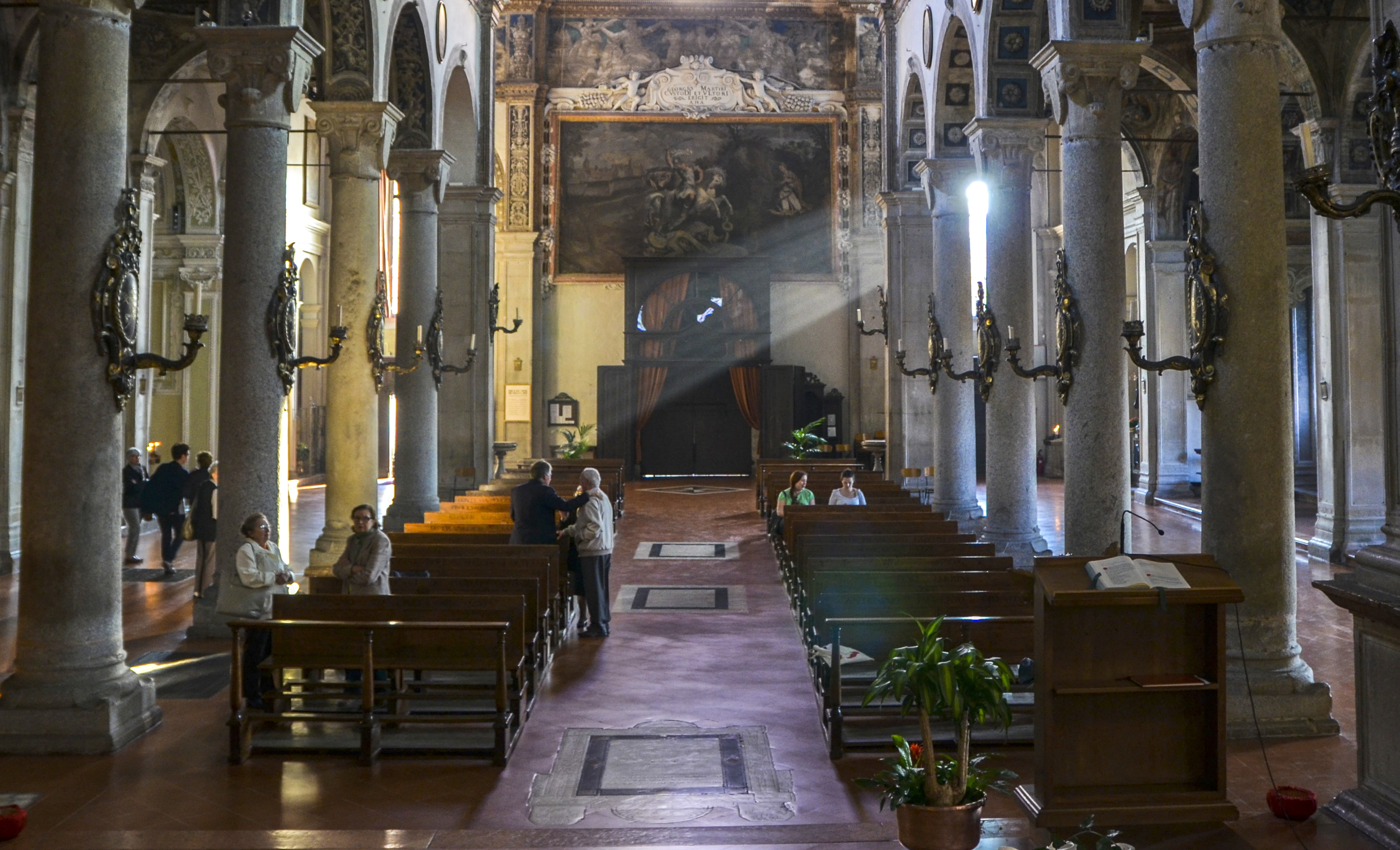
Das Kircheninnere

San Sisto ist eine Renaissance-Kirche in Piacenza. Das zur Kirche gehörende Kloster wurde 874 von Kaiserin Engelberga gegründet. Die heute in Dresden hängende Sixtinische Madonna wurde für den Hochaltar dieser Kirche gemalt.

## Geschichte
Engelberga war die Ehefrau des karolingischen Kaisers Ludwig II. († 875). 868 wurde sie Äbtissin von San Salvatore in Brescia, 874 gründete sie in Piacenza die dem Papst Sixtus I. geweihte Abtei San Sisto, deren Äbtissin sie dann wurde. 1129 wurden die Nonnen durch Benediktiner aus Polirone bei Mantua ersetzt.
Die heutige Kirche San Sisto ist ein Bau aus der Zeit der Renaissance, Architekt war Alessio Tramello (1455–1535). Die Kirche wurde 1499–1511 anstelle der ursprünglichen Abteikirche gebaut.
Die Abtei San Sisto war über Jahrhunderte hinweg bis zur Auflösung der Klöster durch die Franzosen 1809 das wichtigste Benediktinerkloster in Piacenza. Die Abtei wurde danach weitgehend als Kaserne genutzt, die Abteikirche wurde zur Pfarrkirche.

## Architektur
Man betritt die Abtei durch ein Portal aus dem Jahr 1622 und erreicht einen Kreuzgang aus der zweiten Hälfte des 16. Jahrhunderts. Dahinter befindet sich die Kirche, deren Fassade 1591 vollendet wurde, 1755 renoviert und 1969 restauriert wurde. Sie ist dreischiffig mit Kapellen an den Seiten und einer weiträumige Krypta. An den Enden des Querschiffs befinden sich weitere je zwei Kapellen. Das hölzerne Chorgestühl ist eine Arbeit von Pietro Gio Pambianco da Colorno und Bartolomeo da Busseto aus den Jahren 1512 bis 1514. In der linken Apsis befindet sich das unvollendete Grab der Margarethe von Parma (1522–1586), Herzogin von Parma und Piacenza.

## Sixtinische Madonna

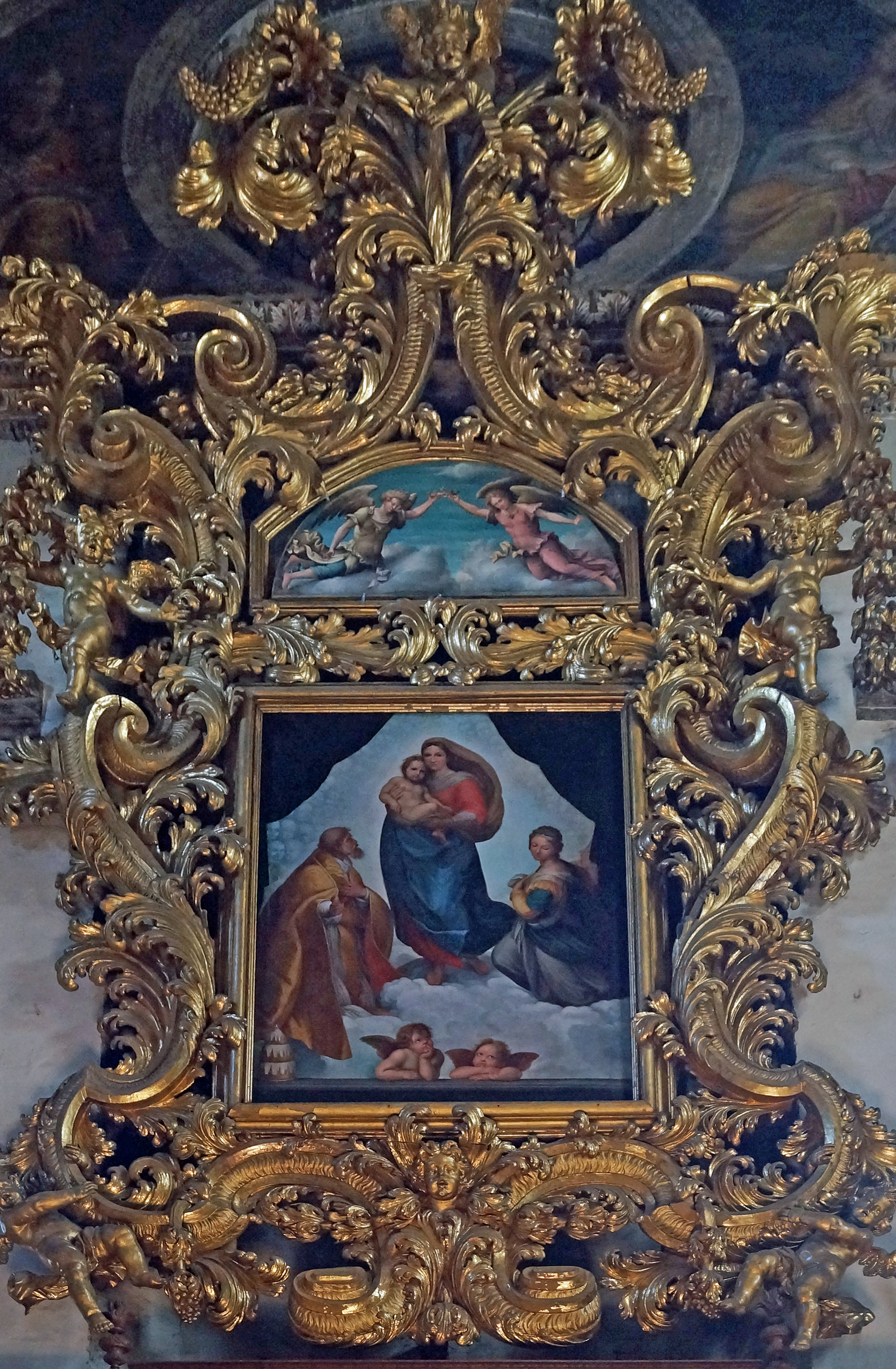
Kopie in San Sisto

Die Sixtinische Madonna wurde 1512/13 von Raffaello Santi für den Hochaltar der Klosterkirche San Sisto geschaffen. Auftraggeber war Papst Julius II., der mit diesem Werk den Sieg des Kirchenstaates über die in Italien eingefallenen Franzosen feierte sowie die Einverleibung der Stadt Piacenza 1512 in den Kirchenstaat. 1753/54 wurde das Gemälde von August III. von Polen und Sachsen erworben und in seine Sammlung nach Dresden gebracht, wo es wieder zu besichtigen ist, nachdem es von 1945 bis 1955 in Moskau als Beutekunst weilte. In der Kirche San Sisto befindet sich eine Kopie des Bildes von Pier Antonio Avanzini (1656–1733).
Neben der Madonna und Raffaels Engeln sind auf dem Bild Sixtus II. und Barbara von Nikomedien zu sehen, von denen seit der Zeit Kaiser Ludwigs II. Reliquien in der Kirche aufbewahrt wurden. Seit dieser Zeit wurden in der Kirche zudem Reliquien von Fabian, Timotheus, Symphorianus, Marcellus, Apuleius, Germanus, Macarius Romanus, Felix, Martina und vier der unschuldigen Kindlein von Bethlehem verehrt sowie ein Arm des Sebastian.